# 1 Juan 3

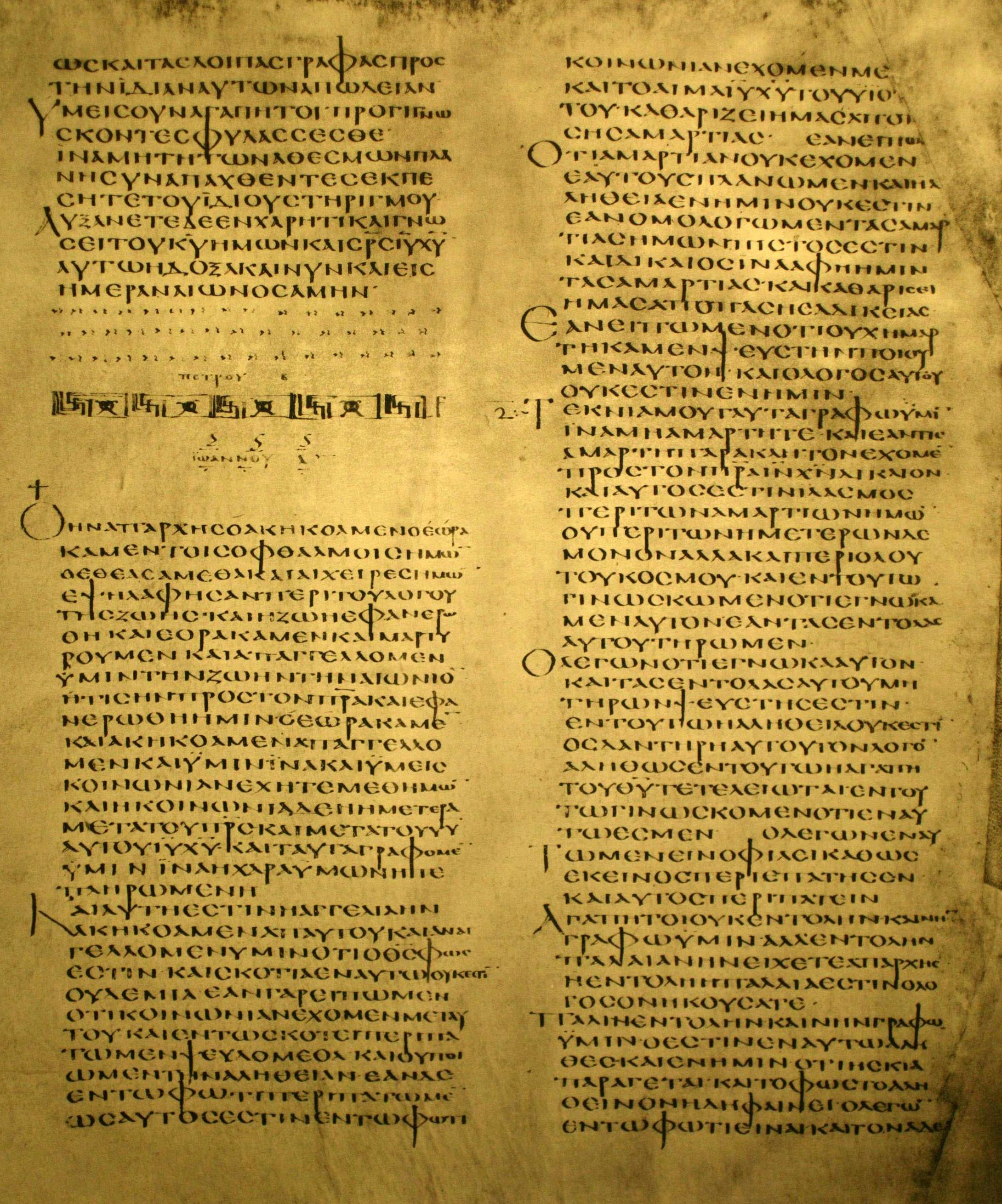
El final de la Segunda epístola de Pedro (capítulo 3:16-18) y el comienzo de la Primera epístola de Juan (capítulo 1:1-2:9) en la misma columna, en el Codex Alexandrinus que se cree fue realizado entre 400-440 CE.

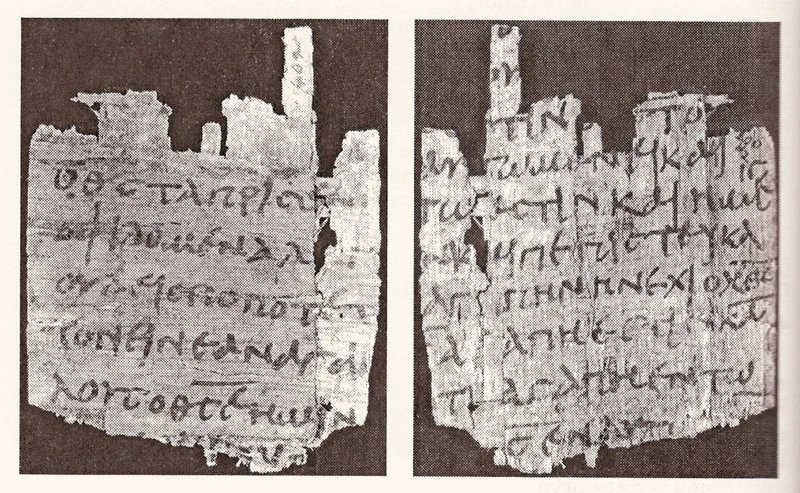
Extracto de la Primera Epístola de Juan en el Papiro 9.

1 Juan 3 es el tercer capítulo de la Primera epístola de Juan del Nuevo Testamento de la Biblia Cristiana compuesta por Juan, uno de los primeros Doce Apóstoles de Jesús.

## Texto
- La carta original fue escrita en griego.
- Algunos de los manuscritos griegos más antiguos que contienen copias de este capítulo incluyen
  - Codex Vaticanus (~325-350 M)
  - Codex Sinaiticus (~330-360 M)
  - Codex Alexandrinus (~400-440 M)
  - Codex Ephraemi Rescriptus (~450 d. C.; completo)
  - Papiro 74 (siglo VII; se conservan: versículos 1-2,8,14,19-20)
- Este capítulo está dividido en 24 versículos.
- Contiene enseñanzas sobre el amor.

## Estructura
División en capítulos (con referencias cruzadas a otras partes de la Biblia):
- 1  Juan 3:1-9 = Hijos de Dios
- 1  Juan 3:10-18 = El amor a los hermanos como señal de la nueva vida
- 1  Juan 3:19-24 = Confianza ante Dios = Confianza ante Dios

## Contenido
- Somos hijos de Dios. Versículos 1-2
- El que ha nacido de Dios no peca. Versículos 3-10
- Práctica de la caridad fraterna. Versículos 11-24

### Somos hijos de Dios. Versículos 1-2
1-Mirad qué amor tan grande nos ha mostrado el Padre: que nos llamemos hijos de Dios, ¡y lo somos! Por eso el mundo no nos conoce, porque no le conoció a Él. 
2-Queridísimos: ahora somos hijos de Dios, y aún no se ha manifestado lo que seremos. Sabemos que, cuando él se manifieste, seremos semejantes a él, porque le veremos tal como es.

#### Comentario a los versículos 1-2
La filiación divina es una realidad espléndida por la que Dios da gratuitamente a los bautizados una dignidad estrictamente sobrenatural, que los introduce en la intimidad divina y los hace domestici Dei, familiares de Dios. 

Ésa es la gran osadía de la fe cristiana: proclamar el valor y la dignidad de la humana naturaleza, y afirmar que, mediante la gracia que nos eleva al orden sobrenatural, hemos sido creados para alcanzar la dignidad de hijos de Dios.

### El que ha nacido de Dios no peca. Versículos 3-10
3-Todo aquel que tiene esta esperanza en él, se purifica para ser como él, que es puro. 
4-Todo el que comete pecado comete una iniquidad, pues el pecado es iniquidad. 
5-Y sabéis que él se manifestó para quitar los pecados, y en él no hay pecado. 
6-Todo el que permanece en él no peca. En cambio, el que peca no le ha visto ni le ha conocido. 
7-Hijos: que nadie os engañe. El que obra la justicia es justo, como él es justo. 
8-El que comete pecado, es del diablo, porque el diablo peca desde el principio. Para esto se manifestó el Hijo de Dios: para destruir las obras del diablo. 
9-Todo el que ha nacido de Dios no peca, porque el germen divino permanece en él; no puede pecar porque ha nacido de Dios. 
10-En esto se distinguen los hijos de Dios y los hijos del diablo: todo el que no obra la justicia no es de Dios, ni tampoco el que no ama a su hermano.

#### Comentario a los versículos  3-10
Llegar a ver a Dios (cfr 3,2) es la esperanza que sostiene y anima al cristiano en el camino hacia la santidad, y que le lleva a luchar contra el pecado. «El pecado es iniquidad» (v. 4). 

Esta expresión —explica San Juan Pablo II—, en la que resuena el eco de lo que escribe San Pablo sobre el misterio de la iniquidad (cfr 2 Ts 2,7), se orienta a hacernos percibir lo que de oscuro e inaprensible se oculta en el pecado. Éste es, sin duda, obra de la libertad del hombre; mas dentro de su mismo peso humano obran factores por razón de los cuales el pecado se sitúa más allá de lo humano, en aquella zona límite donde la conciencia, la voluntad y la sensibilidad del hombre están en contacto con las oscuras fuerzas que, según San Pablo, obran en el mundo hasta enseñorearse de él.

Ante los herejes que afirmaban poseer un conocimiento especial de Dios (gnosis) que los colocaba por encima del bien y del mal, haciendo irrelevante el pecado, Juan recuerda las palabras de Jesús: «Por sus frutos los conoceréis». Los criterios para discernir la verdad son la práctica de la justicia, que incluye la búsqueda de la santidad y la lucha contra el pecado, y la vivencia del amor fraterno. La expresión "hijos del diablo" no debe interpretarse de manera literal, sino como una forma típica del lenguaje semita, que indica a quienes se alinean con las obras del diablo.

### Práctica de la caridad fraterna. Versículos 11-24
11-Porque el mensaje que habéis escuchado desde el principio es éste: que nos amemos unos a otros. 
12-No como Caín, que, siendo del Maligno, mató a su hermano. ¿Y por qué le mató? Porque sus obras eran malas, mientras que las de su hermano eran buenas. 
.... 
15-Todo el que aborrece a su hermano es un homicida; y sabéis que ningún homicida tiene en sí la vida eterna. 
16-En esto hemos conocido el amor: en que él dio su vida por nosotros. Por eso también nosotros debemos dar la vida por nuestros hermanos. 
........
18-Hijos, no amemos de palabra ni con la boca, sino con obras y de verdad. 
.......
23-Y éste es su mandamiento: que creamos en el nombre de su Hijo, Jesucristo, y que nos amemos unos a otros, conforme al mandamiento que nos dio. 
24-El que guarda sus mandamientos permanece en Dios y Dios en él; y por esto conocemos que permanece en nosotros: por el Espíritu que nos ha dado.

#### Comentarios a los versículos 11-24
Los que no viven el amor fraterno son tan homicidas como Caín. Por contraste, el modelo es Cristo, que dio su vida por nosotros. El amor fraterno se debe manifestar, por tanto, con obras y de verdad y tiene como consecuencia la confianza plena en Dios, que conoce todo (vv. 19-22). 

Creo que ésta es la perla que buscaba el comerciante descrito en el Evangelio, que, al encontrarla, vendió todo lo que tenía y la compró (cfr Mt 13,46). Ésta es la perla preciosa: la caridad. Sin ella de nada te sirve todo lo que tengas; si sólo posees ésta, te basta. (…) Puedes decirme: “no he visto a Dios”; pero ¿puedes decirme: “no he visto al hombre”? Ama a tu hermano. Si amas a tu hermano que ves, también verás a Dios, porque verás la caridad y dentro de ella habita Dios.

El amor verdadero se manifiesta en obras concretas. «

Obras quiere el Señor —decía Santa Teresa—, y que, si ves una enferma a quien puedes dar algún alivio, no se te dé nada de perder devoción y te compadezcas de ella; y si tiene algún dolor, te duela a ti; y si fuese menester, lo ayunes porque ella lo coma, no tanto por ella como porque sabes que tu Señor quiere aquello; ésta es la verdadera unión con su voluntad, y que si vieras loar mucho a una persona, te alegres más mucho que si te loasen a ti.

Los mandamientos divinos se resumen en un doble aspecto (vv. 22-24): la fe en Jesucristo y el amor a los hermanos. 

Ni podemos amarnos unos a otros con rectitud sin la fe en Cristo; ni podemos creer de verdad en el nombre de Jesucristo sin amor fraterno.